# Chrobotek Floerkego

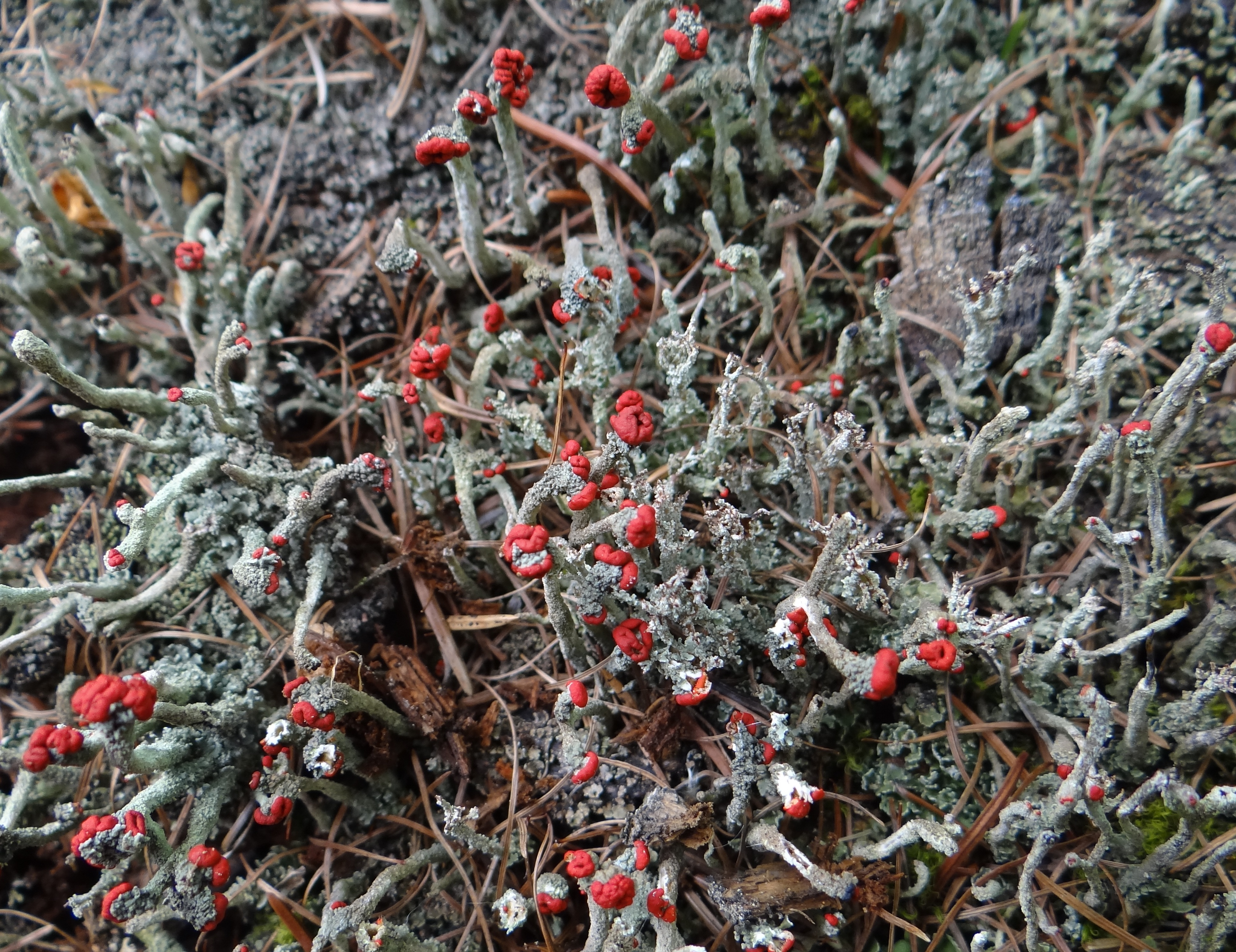

Chrobotek Floerkego (Cladonia floerkeana (Fr.) Flörke) – gatunek grzybów należący do rodziny chrobotkowatych (Cladoniaceae). Ze względu na współżycie z glonami zaliczany jest do porostów.

## Systematyka i nazewnictwo
Pozycja w klasyfikacji według Index Fungorum: Cladonia, Cladoniaceae, Lecanorales, Lecanoromycetidae, Lecanoromycetes, Pezizomycotina, Ascomycota, Fungi
Po raz pierwszy takson ten opisany został w 1825 r. przez Eliasa Friesa jako Cenomyce floerkeana; nazwę nadano na cześć Heinricha Gustava Flörkego. Do rodzaju Cladonia przeniósł go w 1828 r. tenże Heinrich Gustav Flörke. W niektórych ujęciach systematycznych traktowany był jako podgatunek lub odmiana chrobotka cienkiego (Cladonia macilenta), obecnie według Index Fungorum za obowiązującą uznaje się diagnozę podaną przez Flörkego.
Nazwa polska według opracowania W. Fałtynowicza.

## Charakterystyka
Plecha pierwotna z glonami protokokkoidalnymi ma postać drobnych, wcinanych lub karbowanych łusek. Mogą one być skupione lub rozproszone, trwałe lub zanikające. Plecha wtórna to wyrastające z plechy pierwotnej pojedynczo lub w skupiskach podecja o wysokości 0,5–3 cm i grubości 0,5–1,5 mm. Na przekroju poprzecznym są one wałeczkowate, czasami górą rozdęte. Zazwyczaj są pojedyncze, czasami słabo rozgałęzione. Mają kolor białawy, szary lub oliwkowoszary i na całej swojej wysokości pokryte są gładką, brodawkowatą lub aerolkowatą korą. Urwistków brak, lub występują tylko w górnej części podecjów w postaci ziarenek, często są to tzw. soredia izydiowe. Reakcje barwne: brak.
Zazwyczaj na szczytach podecjów pojedynczo, lub po kilka wyrastają czerwone apotecja lecideowe o rozmiarach 0,5–2  mm. W jednym worku powstaje po 8 bezbarwnych, jednokomórkowych zarodników o rozmiarach 8–14 × 2,5–3 μm. Występują także czerwone pyknidy.

## Występowanie
Z wyjątkiem Antarktydy występuje na wszystkich kontynentach świata. Występuje także na wielu wyspach w Arktyce, na Nowej Zelandii i in.. W Polsce jest pospolity na całym obszarze. Występuje na torfowiskach i wrzosowiskach oraz w lasach, głównie szpilkowych, najczęściej przy leśnych drogach. Rośnie na piaszczystej i próchnicznej glebie, na drewnie oraz u podstawy pni drzew.

## Gatunki podobne
Jest kilka podobnych chrobotków. Najbardziej podobny jest chrobotek cienki (Cladonia macilenta). Odróżnia się mniejszymi apotecjami i reakcjami barwnymi.